# The Roop
The Roop ist eine litauische Pop-Rock-Band aus Vilnius. Sie besteht aus dem Sänger und Keyboarder Vaidotas Valiukevičius, dem Schlagzeuger Robertas Baranauskas und dem Gitarristen Mantas Banišauskas. Sie waren Litauens Beitrag beim Eurovision Song Contest 2021.

## Geschichte
The Roop wurde im November 2014 in Vilnius gegründet. Die drei Mitglieder hatten bereits vorher im Musikbereich gearbeitet, der Sänger der Gruppe, Vaidotas Valiukevičius, auch als Schauspieler und Moderator. Ihr Debütalbum To Whom It May Concern wurde 2015 veröffentlicht.
2018 nahm The Roop am litauischen Vorentscheid für den Eurovision Song Contest, Eurovizijos, mit dem Lied Yes, I Do teil und belegte den dritten Platz.
2020 nahm die Band mit ihrem Lied On Fire wiederum am Vorentscheid für den ESC, Pabandom iš naujo! 2020, teil. Im Finale am 15. Februar 2020 belegte sie sowohl bei der Jury als auch bei den Zuschauern den ersten Platz und gewann somit eindeutig. The Roop hätte Litauen beim Eurovision Song Contest 2020 in Rotterdam vertreten sollen, wo sie im ersten Halbfinale angetreten wären. Laut den Wettquoten gehörten The Roop zu den Favoriten auf den Sieg. Beim Eurovision Song Contest 2020 – das deutsche Finale live aus der Elbphilharmonie, dem deutschen Alternativprogramm der ARD belegte The Roop den ersten Platz.
Im Oktober 2020 wurde bestätigt, dass The Roop einen garantierten Finalplatz im litauischen Vorentscheid für den Eurovision Song Contest 2021, Pabandom iš naujo!, zugesichert bekommt. Ihr Lied für den Vorentscheid, Discoteque, wurde am 22. Januar 2021 veröffentlicht. Mit diesem Song gewannen sie dann auch den litauischen Vorentscheid, womit sie im ersten Halbfinale antraten. Sie konnten sich für das Finale des Wettbewerbs qualifizieren und belegten schließlich den achten Platz.
Ende 2023 gab die Band bekannt, an Eurovizija.LT, dem litauischen Vorentscheid für den Eurovision Song Contest 2024, teilzunehmen. Dafür veröffentlichte sie am 21. Januar 2024 den Song Simple Joy, welcher für das fünfte Halbfinale des Vorentscheids am 10. Februar 2024 gesetzt ist. Sie zogen ins Finale am 17. Februar ein und belegten am Ende den dritten Platz.

## Diskografie

### Alben
- 2015: To Whom It May Concern
- 2017: Ghosts
- 2022: Concrete Flower
- 2025: Momentum

### EPs
- 2018: Yes, I Do

### Singles
- 2016: Hello
- 2017: Dream On
- 2017: Keista draugystė
- 2018: Yes, I Do
- 2019: Silly Me
- 2019: Dance with Your Hands
- 2020: On Fire (LT: Gold)[9]
- 2021: Discoteque (#4 der deutschen Single-Trend-Charts am 28. Mai 2021[10], LT: Platin)
- 2021: Ohmygodable
- 2022: Love Is All We Got
- 2022: Let’s Get Naked
- 2022: Šiluma
- 2022: Kalėdų atvirukas
- 2023: Pavasaris
- 2024: Simple Joy[11]
- 2025: Steal Me